# De Gasparis (cratère)
Pour les articles homonymes, voir De Gasparis.
De Gasparis est un Cratère d'impact lunaire situé au sud-ouest de la face visible de la Lune. Il se trouve à l'ouest de la Mare Humorum et se situe au nord des cratères Cavendish et Mersenius.
Le contour du cratère De Gasparis est fortement érodé. L'intérieur a été autrefois inondé par des flots de lave basaltique. Une structure rayonnée de crevasses, dénommée Rimae De Gasparis traverse le cratère et se prolonge sur 130 kilomètres de longueur.
En 1935, l'Union astronomique internationale lui a attribué le nom de De Gasparis en l'honneur du mathématicien et astronome italien Annibale De Gasparis.
Par convention, les cratères satellites sont identifiés sur les cartes lunaires en plaçant la lettre sur le côté du point central du cratère qui est le plus proche de De Gasparis.
| De Gasparis | Latitude | Longitude | Diamètre |
| ----------- | -------- | --------- | -------- |
| A           | 26.7° S  | 51.3° W   | 37 km    |
| B           | 27.0° S  | 52.5° W   | 12 km    |
| C           | 26.3° S  | 51.7° W   | 6 km     |
| D           | 25.7° S  | 50.1° W   | 4 km     |
| E           | 26.4° S  | 49.4° W   | 7 km     |
| F           | 26.3° S  | 49.3° W   | 8 km     |
| G           | 27.0° S  | 49.3° W   | 6 km     |